# إدوارد وليامز (لاعب كرة قدم أمريكية)
إدوارد وليامز (بالإنجليزية: Edward Williams)‏ هو لاعب كرة قدم أمريكية أمريكي، ولد في 24 نوفمبر 1982 في مونتغومري في الولايات المتحدة.